# 야코뷔스 캅테인

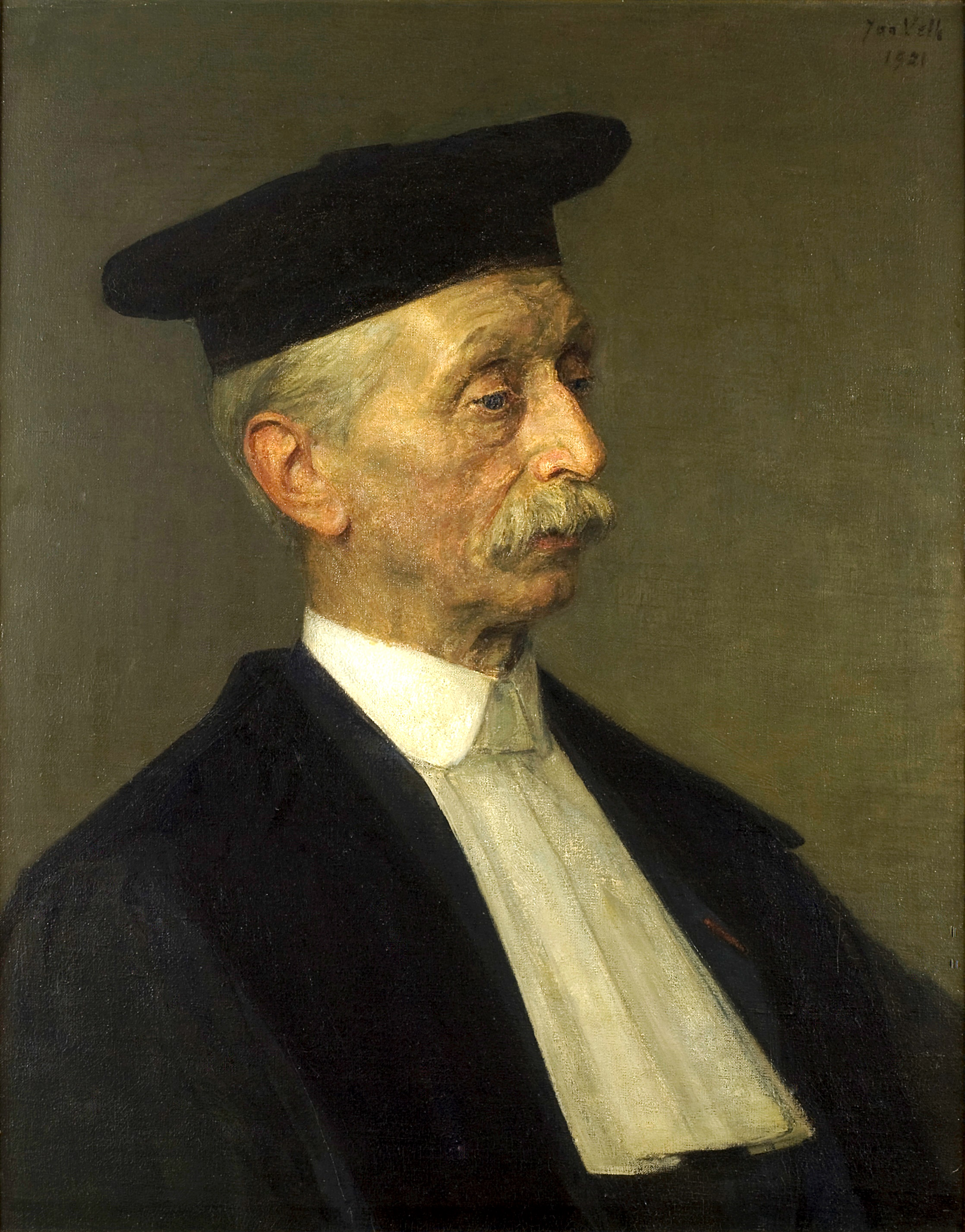

야코뷔스 코르넬리위스 캅테인(Jacobus Cornelius Kapteyn, 1851년 1월 19일 ~ 1922년 6월 18일)은 네덜란드의 천문학자이다. 544,875개에 이르는 남반구의 별에 대한 목록을 만들었다. 이것이 '케이프 사진 성도'로서 지금도 남반구에 있는 별의 연구에 중요하게 쓰인다. 캅테인은 좁은 영역 안에 있는 별을 빠짐없이 세어 봄으로써 항성의 통계적 연구의 기초를 마련했다. 또 별의 운동을 측정하면서 주위 별들의 평균운동에 대한 개개 별의 운동이 한 방향으로 무리지어 나타난다는 사실을 발견하여 뒷날 우리은하의 구조 연구에도 크게 이바지했다.
캅테인은 네덜란드 바르너펠트에서 헤릿 캅테인과 엘리자베스 쿠만스 부부 사이에서 태어났다. 1868년 위트레흐트 대학교에 입학해 수학과 물리학을 공부했다. 1875년 졸업논문을 끝내고 라이덴 천문대에서 3년 동안 일했다. 그 뒤 그로닝겐 대학교에서 천문학 및 이론역학 교수가 되어 1921년에 은퇴할 때까지 거기서 일했다.
캅테인은 1896년에서 1900년 사이에 데이비드 길이 희망봉 왕립천문대에서 관측한 남반구 전천탐사의 결과물인 사진건판들을 검수했고, 그 결과 《케이프 사진소천성표》를 완성했다. 이 소천성표에는 남반구의 별 454,875개가 수록되었다.
1897년, 위의 소천성표 작업을 하던 중 그는 캅테인의 별을 발견했다. 캅테인의 별은 1916년에 바너드의 별이 발견되기 전까지 가장 큰 고유운동을 나타내는 별이었다.
1904년, 별의 고유운동을 연구하던 캅테인은 고유운동의 방향이 무작위적이지 않다는 것을 발견했다. 그때까지만 해도 별의 고유운동은 무작위적이라고 생각되었었는데, 캅테인은 별들의 고유운동을 거의 정반대 방향을 향하는 두 개의 큰 경향으로 나눌 수 있다는 것을 밝혀냈다. 이것은 우리 은하가 자전하고 있다는 증거였으며, 이후 은하의 자전은 베르틸 린드블라드와 얀 오르트에 의해 확실하게 발견된다.
1906년, 캅테인은 서로 다른 방향의 별들의 개수를 헤아림으로써 우리 은하의 별의 분포를 연구하려는 계획을 시작했다. 이 계획은 206개 영역의 별들의 실시등급, 분광형, 시선속도, 고유운동을 측정하는 것을 골자로 했다. 이 엄청난 프로젝트는 천문학상 최초의 조직적 통계분석 사례였으며, 40 개의 천문대의 협력을 통해 수행되었다.
캅테인은 1921년 70세가 되어 은퇴했으나 라이덴 천문대 대장인 빌럼 더 시터르의 요청으로 라이덴 천문대에 복귀해 천문대의 개조를 도왔다.
그의 필생 사업인, 《항성계의 배열과 운동 이론에 관한 최초의 시도》는 1922년에 출간되었다. 여기서 캅테인은 우리 은하를 중심에서 멀어질수록 별의 밀도가 감소하는 렌즈 모양의 섬우주로 묘사했다. 캅테인의 섬우주 모형에서 우리 은하의 크기는 약 4만 광년이었고, 태양의 위치는 우리 은하 중심에서 2천 광년 떨어진 지점이었다. 그의 모형은 은위값이 큰 곳에서는 적절하게 들어맞았지만, 은하 평면 가까운 곳에서는 그렇지 못했는데, 성간 소광을 고려하지 않았기 때문이다.
캅테인은 1922년 암스테르담에서 사망했고, 그 직후 로버트 트럼플러가 소광의 크기가 그 이전에 추정되던 것보다 훨씬 크다는 것을 밝혀냈다. 트럼플러의 발견으로 우리 은하의 추정 크기는 10만 광년 정도로 늘어났고, 태양의 위치는 은하 중심에서 3만 광년 지점으로 이동되었다.